# 露

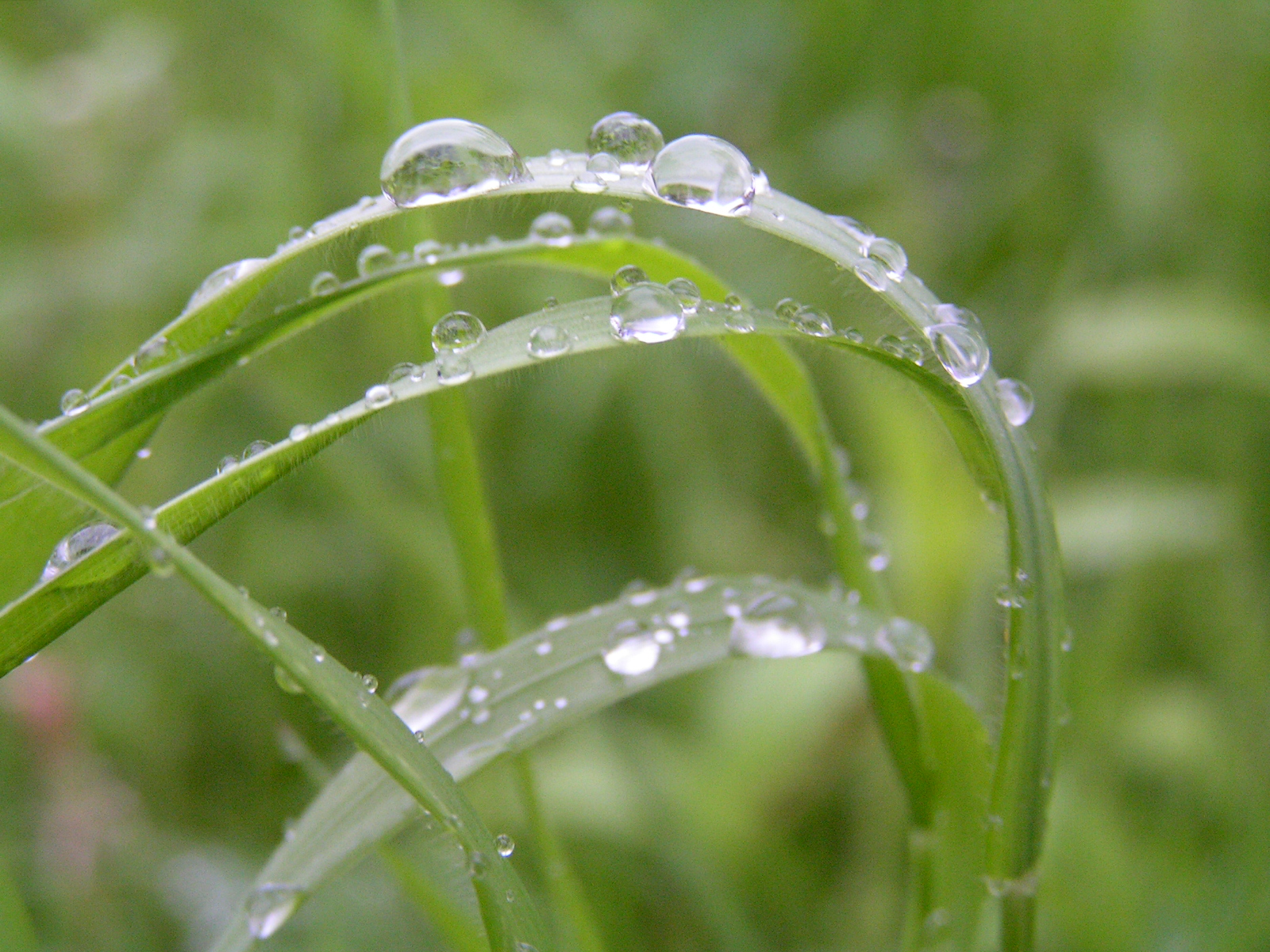
葉の上の露

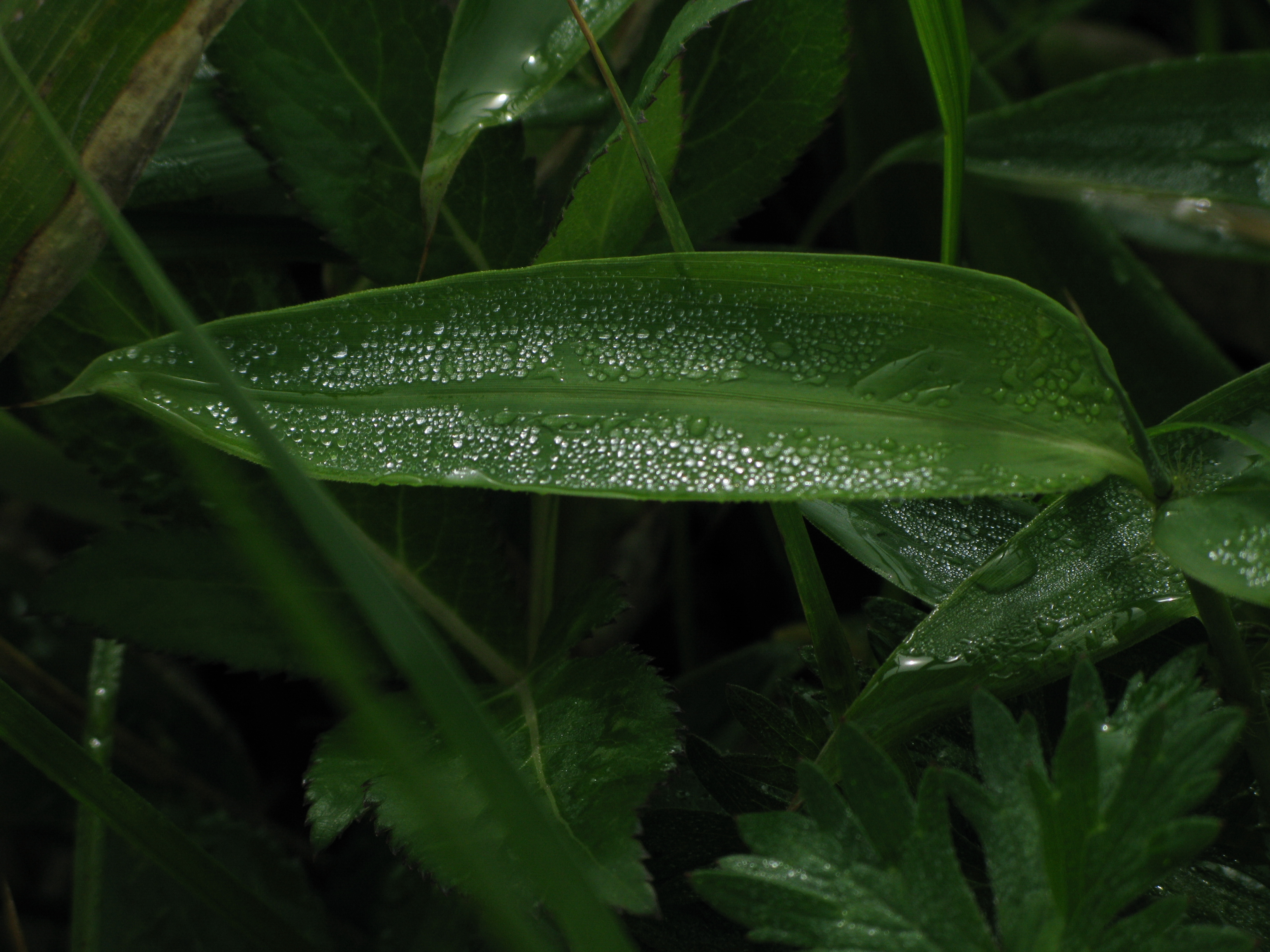
葉に結露した露

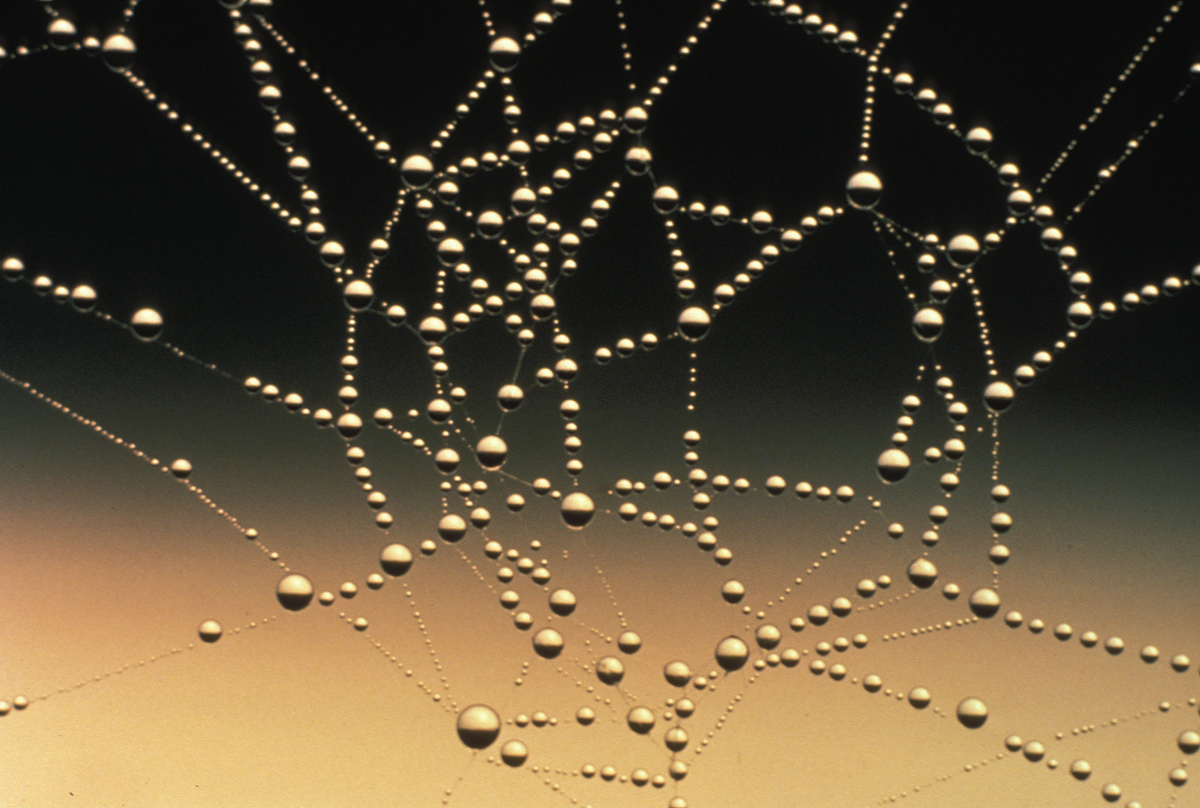
クモの網に結露した露

露（つゆ）は、空気に含まれている水蒸気が草木の葉や地面、その他の物体の表面に凝結（凝縮）して水滴となったもの。朝方に放射冷却などの影響で生じることが多い。物に露が着くことを結露という。
気象観測上の「露」は凝結によるものに限る一方で、一般的に「露」は、雨の後も葉に残る水滴を指したり、その他の水滴の別称にも使ったりする。
この項では、凝結による露の、自然や生物に関する面について説明する。人工物に関わること、物理的性質、農業への影響については結露の項を参照。

## 基本原理
物体が冷えて、接している空気の湿度が高まり水過飽和になったとき、露が付く。言い換えると、物体表面の温度が、そこに触れている空気の温度に湿度を加味した露点温度よりも低くなるときである。
晴れた夜間に放射冷却による冷え込みが進んだ朝によく生じ、夜間にも生じる。風が強かったり雲が多かったりすると放射冷却が弱く、露は生じにくい。特に朝の露を朝露（あさつゆ）、夜の露を夜露（よつゆ）と呼ぶことがある。
放射による冷え込みに伴う露のほかに、移流による露(advection dew)もある。比較的暖かく湿っていて、かつ空気に露出した物体よりも温度は低い空気が侵入してくるときに発生する。移流による露は物体の垂直な面によく付着する特徴がある。気象観測上の注意として、霧の水滴の付着は移流による露に似ており、また道路表面などに蓄積した吸湿性物質が湿度の高いとき膨潤したものも露に似ている。
日本では露は、秋に比較的発生しやすい。俳句表現では露は秋の季語とされている。二十四節気のひとつにも白露（はくろ）（9月7日ごろ）がある。
水過飽和とならずに物体表面の温度が0℃を下回ってさらに氷過飽和になると、物体表面には氷の結晶である霜が生じる。また、寒い時期に地面や物体に付着した露の粒が0℃を下回り凍ったものを凍露（とうろ）という。冷え込みによって一帯の空気が露点温度よりも低くなると霧を生じる。

## 結露する対象物
さまざまな物に付着する露だが、葉はある程度水をはじく性質があるため、草や木に付く露は水滴として視認しやすい。
露が生じるような環境条件下では、葉の尖った部分や切り口などに大粒の水滴が見られることがある。これは植物自身が排出する水分を含むもので溢泌という。厳密には、主に夜間に高湿度で蒸散が抑えられたときに水が水孔を経由して排出される溢液現象と、切り口から導管液が排出される溢泌現象（出液現象）とに区別される。原理はヘチマ水と同じで、特に鋸歯のある葉で目立つ。
なお気象台などが行う気象観測の「大気現象」の記録には露もあるが、草や木の葉だけにできた露は凝結以外で生じることがあるため除外し、地面や物体にも付着した露を記録している。
また、クモの網に水滴が着くのもよく見られる。特に横糸には粘球があり、この粘球に露が追加される形で大きくなる。朝日を浴びると美しく輝くのが見られる。

## 生物との関係

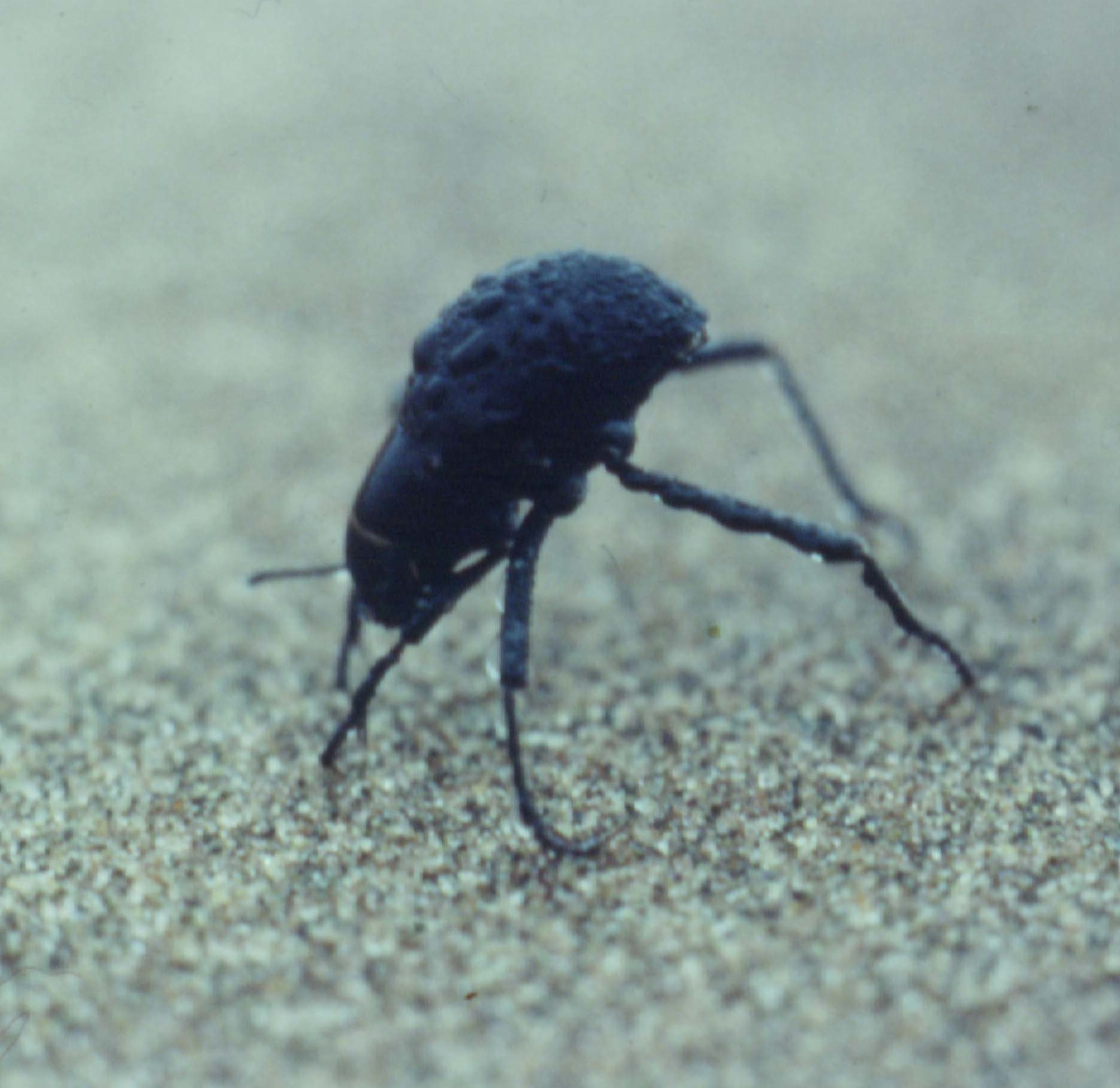
サカダチゴミムシダマシが口に露を集める姿勢。

乾燥気候に分布する生物、特に寒流によって乾燥気候 (熱帯砂漠) となっている地域の生物にとっては数少ない飲料水となる。
寒流に接した地域は一般に乾燥気候が発達する。これは、寒流によって地表付近の温度が上空よりも低い状態が保持され、大気が安定し、低気圧の発生が妨げられるからである。このような地域では年間を通じて降水は見られない。しかしながら、大地を覆う植生がないため、早朝には地温が海水温よりも低下する。すると、冬季に河川水が湯気を発する川霧のように、海から霧が立ち上り、砂漠の砂つぶやわずかな草本の茎に付着し露となる。
砂漠に生息する生物はこの露に依存している。アフリカのナミブ砂漠のサカダチゴミムシダマシは、体に着いた露が口元に垂れてくるように頭を下に、おしりを持ち上げた姿勢を取る。

## 水源としての露

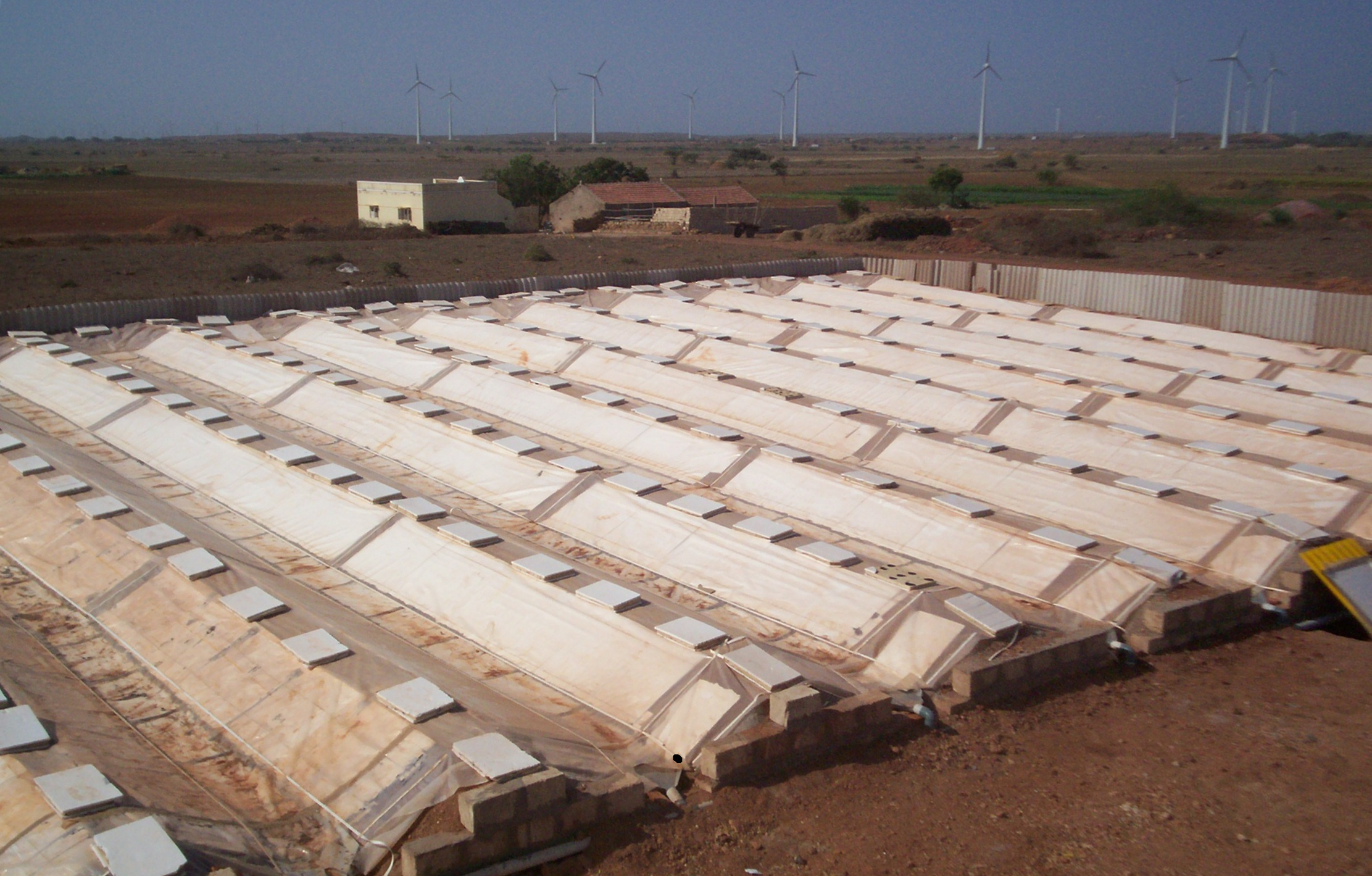
大規模な露の収集装置、インド北西部

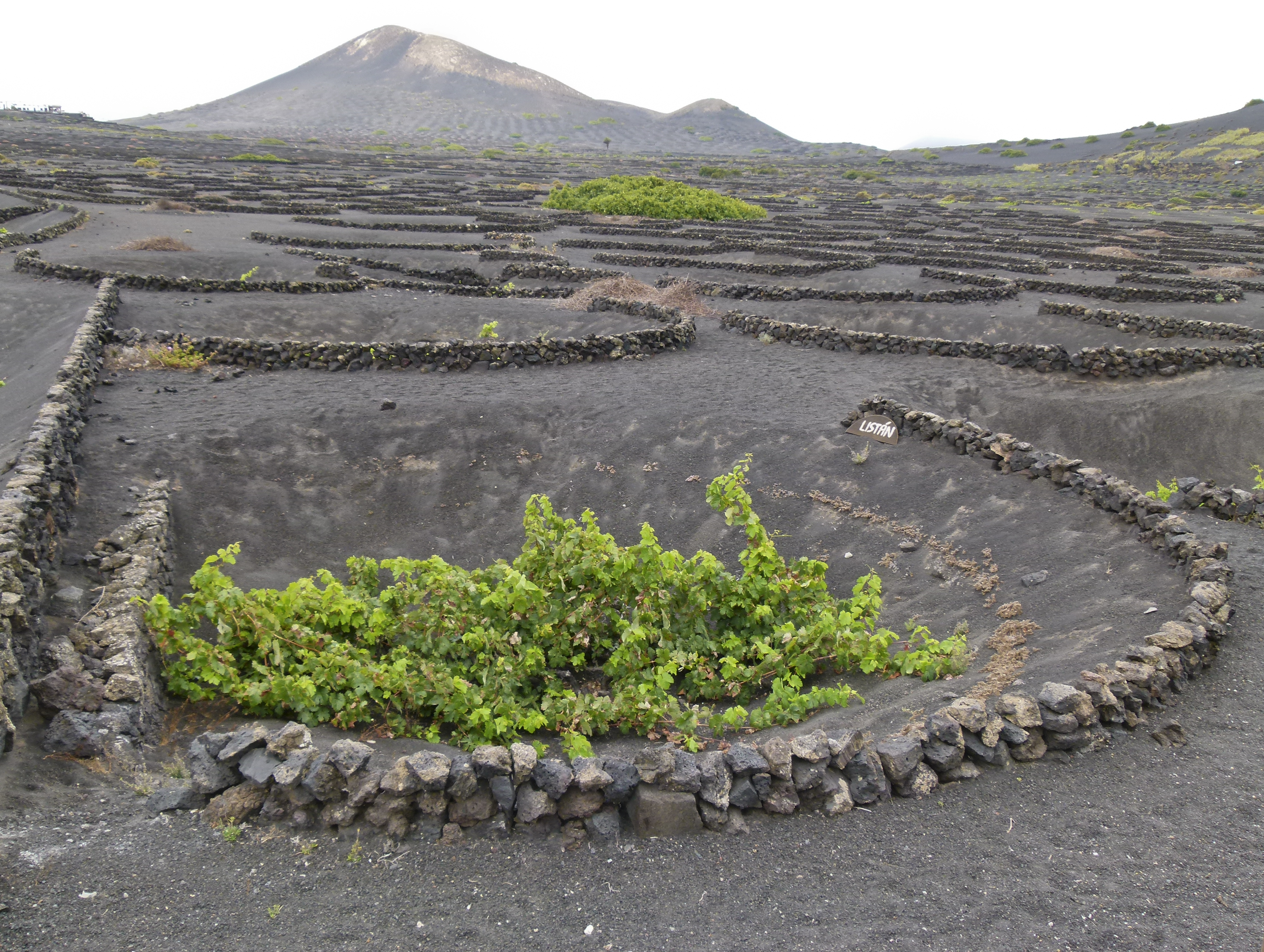
集露などの工夫があるランサローテ島のワイン畑

乾燥地域では人間が利用する水資源としても露や霧の収集が行われており、露については空気井戸などの手法がある。
露により地上にもたらされる水量が年間20 - 30 mmに達する地域、露の発生日数が年間200日を超えるような地域もあって、乾燥地域や半乾燥地域では水源のひとつとして無視できない寄与がある。一方で湿潤な日本では、例えば横浜で露の水量が年間7.7mm（年間降水量の250分の1）・発生日数が年間87日という観測例があるが、寄与は小さい。
カナリア諸島・ランサローテ島では、地質を利用して集露を行いブドウ栽培の水源としている。ブドウ畑に、多孔質で吸湿性のある火山礫や海砂を被せるマルチング、石垣、窪みなどを施して露を集めて保持する。これにより、一般的に300mm以上の地域で行われるブドウ栽培を年間降水量150mm前後の乾燥気候でも可能とした。この農法は世界農業遺産に認定されている。